# تولیدمثل

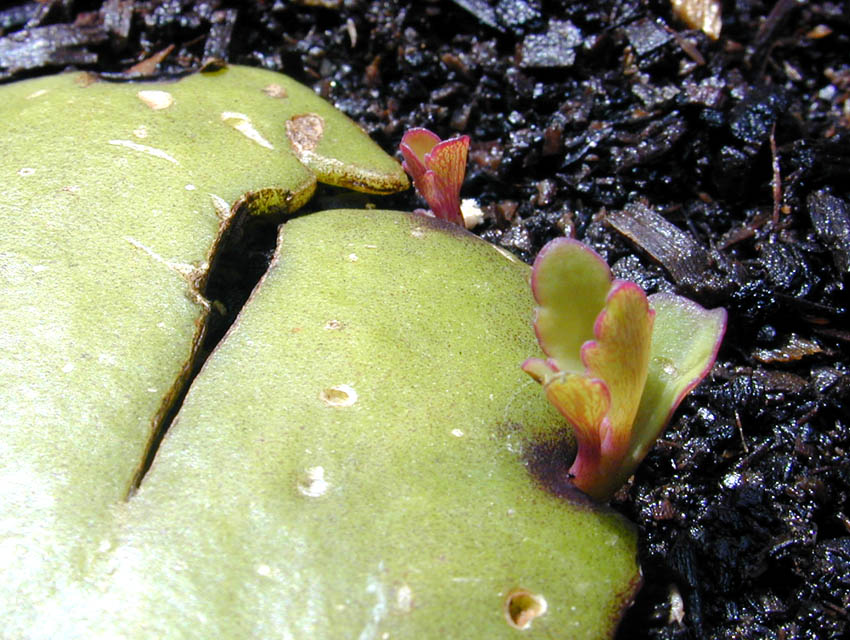
به وجود آمدن گیاه تازه از راه زادآوری غیرجنسی در کنارهٔ یک برگ گیاه Kalanchoë pinnata. گیاه کوچک جلویی حدود یک سانتیمتر است. مفهوم «منفرد» در تصویر این زادآوری غیرجنسی به خوبی مشخص می‌شود.

تولیدمثل یا زادآوری یک فرایند زیست‌شناسی است که در آن اندامگان‌های تازه و منفردی به وجود می‌آیند. تولید مثل از خصوصیّت‌های بنیادین تمام انواع حیات است؛ هر اندامگانی که وجود دارد نتیجهٔ یک تولیدمثل است. فرایند تولید مثل به حفظ بقای نسل جانداران و گسترش آنان در کره زمین کمک می‌کند.

## معرفی
انواع زادآوری (به انگلیسی: Type of reproduction) عبارت از انواع تولیدمثل است. در طبیعت، جانداران برای بقای خود تولیدمثل می‌نمایند و این تولیدمثل به‌شکل جنسی و غیرجنسی وجود دارد. تکثیر جنسی به چهار نوع و غیرجنسی به هشت نوع می‌باشد که اشکال تولیدمثل باهم مشابه نیستند. برای نمونه پستانداران معمولاً بچه می‌زایند، درختان از طریق گرده افشانی برگ، ریشه، پاجوش، شاخه و تخم تولیدمثل می‌نمایند. حشرات به شکل جنسی و غیرجنسی تخم می‌گذارند. 
باکتری‌ها و ویروس‌ها به‌شکل جنسی یا غیرجنسی سپور (گرده‌های کوچک) تولید می‌نمایند یا از میان دو یا چندین تقسیم می‌شوند. تمامی جانداران دارای (DNA) یعنی دی‌ان‌ای دی اوکسی ریبونکلئیک اسید و آر.ان.ای (RNA) یا رایبونکلئیک اسید می‌باشند. تنها برخی ویروس‌ها که دارای DNA نیستند دارای RNA هستند. جانداران توسط «آر.ان. ای» و «دی ان ای» تمامی ویژگی‌های خود را به فرزندان خود انتقال می‌دهند. 
اینکه این ویژگی چگونه و به چه وسیله‌ای به فرزندان منتقل کند، در همین مقاله مورد بحث است. برخی تولیدمثل‌ها بین جانوران و گیاهان مشابه‌اند و برخی از آن‌ها متفاوت می‌باشد. برای مثال، کوسه نوزاد تولید می‌کند ولی پستاندار نیست. خفاش پرنده شب‌گرد بچه تولید می‌کند. 
روش‌های شناخته‌شدهٔ زادآوری را در دو گروه عمده تولیدمثل جنسی و تولیدمثل غیرجنسی طبقه‌بندی می‌کنند.

## زادآوری جنسی
در زادآوری جنسی معمولاً به دو جنس نر و ماده نیاز است. در شیوهٔ ویژه‌ای از زادآوری جنسی بکرزایی نیاز به دو والد نیست.
به وجود آوردن گامت نر (زامه) و گامت ماده (تخمک) پایه زادآوری جنسی در جانداران توانا به این شیوه است.

ترکیب شدن زامه و تخمک باعث ایجاد یاخته تخم می‌شود و به عمل ترکیب شدن آن لقاح می‌گویند. در برخی جانداران لقاح به صورت داخلی و برخی دیگر به صورت خارجی است.
لقاح خارجی
در این نوع لقاح، جانوران گامت‌هایشان را از بدن خارج می‌کنند و گامت‌ها در بیرون از بدن والد خود لقاح می‌کنند.
این نوع لقاح در ماهی‌ها و دوزیستان و بسیاری از بی‌مهرگان آبزی است و فقط در آب امکان‌پذیر است.
تعداد گامت‌هایی که در لقاح خارجی تولید می‌شود بسیار زیاد است چون احتمال به هم رسیدن گامت‌ها در آب کم است. برای همین والد ماده تخمک‌های بیشتری تولید می‌کند تا احتمال لقاح بیشتر شود.
- نکته: در برخی جانوران آبزی و پستاندار مانند وال و دلفین و یک نوع کوسه ماهی لقاح داخلی است.

لقاح داخلی
در این نوع لقاح زامه وارد بدن والد ماده می‌شود و معمولاً در بدن والد ماده لقاح انجام می‌شود. (در اسبک ماهی جنس نر، جنین‌ها را تا تولد نگهداری می‌کند) در خزندگان، پرندگان و پستانداران لقاح از نوع داخلی است.

احتمال زنده ماندن نوزادان در لقاح داخلی بیشتر است چون درون بدن والد خود رشد می‌کنند و محافظت و تغذیه می‌شوند.
سلول تخم در رحم شروع به رشد می‌کند. رحم در اغلب پستانداران وجود دارد. در رحم خون جنین به واسطه بندناف با خون مادر مواد غذایی، اکسیژن و مواد دفعی را تبادل می‌کند.

## زادآوری غیرجنسی
زادآوری غیرجنسی در جانداران تک یاخته‌ای و پریاخته‌ای دیده می‌شود.
دونیم‌شدن
این نوع تقسیم در باکتری‌ها دیده می‌شود. یک باکتری از وسط دو نیم می‌شود و همهٔ مواد داخل سلول به‌طور مساوی بین دو یاخته به وجود آمده تقسیم می‌شود و هر نیمه رشد می‌کند و یک باکتری جدید را می‌سازد.
اگر مواد مغذی کافی و دمای محیط مناسب باشد، باکتری‌ها به سرعت رشد کرده و تقسیم می‌شوند.
جوانه‌زدن
این نوع تولیدمثل در مخمرها است. در سلول مخمر یک برآمدگی کوچک در گوشهٔ سلول ایجاد می‌شود و شروع به بزرگ شدن می‌کند. پس از آن هستهٔ سلول تقسیم شده و یک هسته به جوانهٔ در حال رشد اضافه می‌شود.

هر جوانه یک سلول مخمر جدید است که می‌تواند به سلول مادر متصل بماند یا از آن جدا شود.
هاگ‌زایی
کپک‌ها سلول‌هایی به نام هاگ تولید می‌کنند که این هاگ‌ها در محیط پخش می‌شود و در صورت مناسب بودن شرایط رشد کرده و جانداری مانند والد خود ایجاد می‌کنند.
تولیدمثل رویشی
در این نوع تولیدمثل تکه‌ای از بدن یک جاندار موجودی مشابه را به وجود می‌آورد. نوعی از این تولیدمثل که به آن تکه‌تکه شدن می‌گویند، در نوعی کرم پهن به نام پلاناریا و هم چنین در خزه‌ها دیده می‌شود. درستارهٔ دریایی با جدا شدن یک بازو، بازوی قطع شده می‌تواند بازوهای دیگری را ساخته به ستارهٔ دریایی جدیدی تبدیل شود. به این عمل ترمیم گفته می‌شود. کرم خاکی نیز قدرت ترمیم دارد.

## زادآوری جفت نیاز
تولیدمثلی که برای تولید نسل جدید مورد نظر، به بیش از یک جنس نیاز داشته یاشد. اسپرم و تخمدان، و هر جنس دارای دو (ان -کروموزوم) باشد. در این بخش می‌توان به این موارد اشاره کرد.
الوگامی
نوزاد از طریق القاح اسپرم و تخمه یا از طریق اسپرم پدر و تخمک مادر به وجود می‌آید.
ایزوگامی
نوزاد از طریق یکجا شدن دو سلول قابل تکثیر و مشابه به هم به وجود می‌آیند. در این سیستم، اسپرم و تخمک مطرح نیست.
اوتوگامی
عبارتند از لقاح شدن به وسیلهٔ خود جاندار می‌باشد. بعضی جانداران خود اسپرم و تخمک را تولید نموده سپس از لقاح آن نوزاد را تولید می‌نماید. این شکل لقاح شدن در پارامیشیم، و در گل گیاهان دیده می‌شود.
تقسیم میتوز
تقسیم میوز

## زادآوری بی‌جفت نیاز
زادآوری بی‌جفت‌نیاز عبارت از تولیدمثل بدون از اینکه اسپرم با اووم (تخمدان) یکجا گردیده، گرده‌افشانی یا تخم‌پاشی نمایند. این نوع زادآوری در میان باکتری‌ها و ویروس‌ها زیاد وجود دارد.
در این بخش می‌توان به این موارد اشاره کرد.
جدایش (Division)
برخی از باکتری‌ها از میان دو نیم شده و زادآوری می‌نمایند.
جوانه‌زنی (پندک) (Buding)
هیدرا و باکتری‌های خمیر مایه، به‌طور جوانه (پندک) تولیدمثل می‌نمایند.
تولید چندین هم جنس (Multi Division)
بعضی از انواع باکتری‌ها دریک بار به چندین حصه تقسیم شده تولیدمثل می‌نمایند.
تولیدمثل گیاهی (Vegetative reproduction)
از نوع تکثیر غیرجنسی است که بدون تخم و اسپور تولیدمثل می‌نماید؛ مانند نشاندن قلمه شاخه یا ریشه در زمین تولید همجنس را می‌نماید.
زادآوری دوگانه
برخی از انواع عروس دریایی، هیدرا و مخمر به هر دو شیوه یعنی جنسی و غیرجنسی زادآوری می‌نمایند.
اپومیکسیس
اپومیکسیس یا Parthenogenesis نوعی تکثیر غیرجنسی است که تخم بدون اینکه لقاح شود، نمو نموده، تولیدمثل می‌نماید. اپومیکسیس در جانوران مهره‌دار و بی‌مهره نیز وجود دارد. در حشرات چون زنبور، مورچه و هم در جانوران مهره‌دار مانند خزندگان، برخی پرندگان و کوسه تکثیر به‌شکل غیرجنسی است.
خودبارورسازی (hermaphroditic)
گونه‌ای از زادآوریِ بی‌جفت‌نیاز است که یک جنس خود را باردار می‌نماید.